# Kateřina Sokolová-Rauer
Kateřina Sokolová-Rauer (* in Jablonec nad Nisou) ist eine tschechische Opern-, Operetten-, Lied- und Konzertsängerin  in der Stimmlage Sopran.

## Leben und Wirken
Sie studierte zunächst am Konservatorium in Brünn, dann an der Hochschule für Musik und Darstellende Kunst Frankfurt am Main, wo sie von Paula Page in Gesang unterrichtet wurde. Außerdem nahm sie noch privaten Gesangsunterricht bei der international renommierten Gesangspädagogin Ruthilde Boesch.
Erste Engagements führten die Künstlerin an die Theater von Ulm und Augsburg. An genannten Musikbühnen sang sie die großen Partien ihres Faches – u. a. die Violetta in La traviata, Tatjana in Eugen Onegin, Micaela in Carmen, Donna Elvira in Don Giovanni und die Fiordiligi in Così fan tutte. Katerina Sokolová-Rauer gastierte u. a. an den Bühnen von Köln, Kassel, Karlsruhe, Mannheim, Erfurt, Leipzig, Dresden, Osnabrück, Regensburg. Ferner sang sie 2006 die Violetta in La traviata bei den Festspielen in Oberammergau und 2007 die Konstanze in Die Entführung aus dem Serail bei den Opernfestspiele Heidenheim. In der Spielzeit 2007/08 sang sie an der Volksoper Wien und debütierte zugleich in der Semperoper als Hanna Glawari, eine ihrer Paraderollen, in Die lustige Witwe.
2009 vollzog sie endgültig den Fachwechsel zum „lirico spinto“ durch die Übernahme der Tosca, die sie in Regensburg in einer Vorstellungsserie mit großem Erfolg sang.
Als Lied- und Konzertsängerin trat sie u. a. beim Rheingau Musikfestival, in der Kölner Philharmonie  und im Parktheater im Kurhaus Göggingen auf. Für ihr Lied- und Konzertrepertoire liegen ihr besonders die großen Werke von Komponisten ihrer Heimat wie Antonín Dvořák, Leoš Janáček, Bohuslav Martinů und Bedřich Smetana.
Sokolová-Rauer lebt in Deutschland.

## Preise
- 2001: 2. Preis beim Erster Deutscher Operettenpreis in Frankfurt
- 2001: Dritter Preis (Sparte Operette) beim Belvedere-Gesangswettbewerb, Wien

## Diskografie
- Der Revisor, Label: OehmsClassics 2001